# Frigg

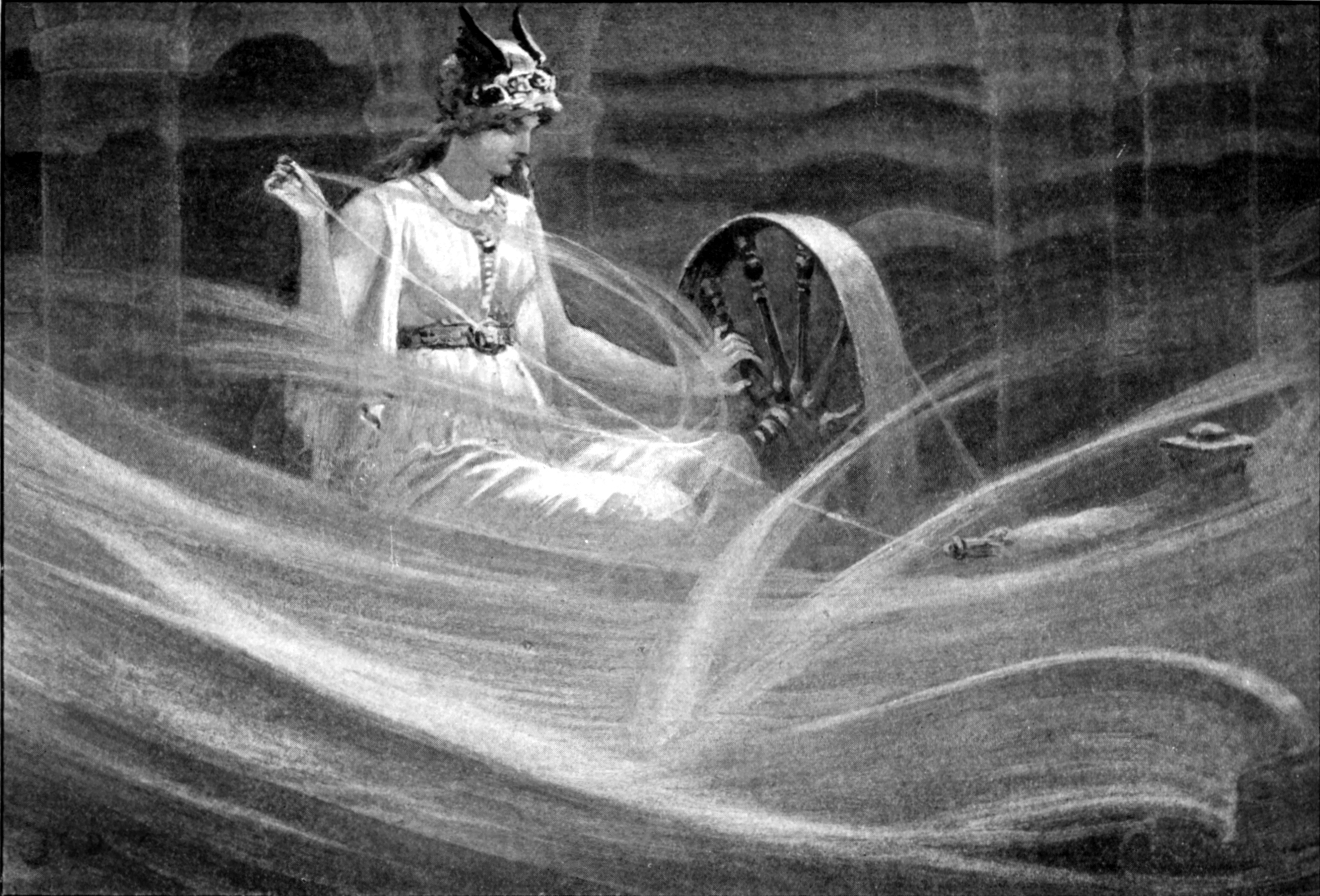
Frigg hilando las nubes, por J. C. Dollman.

Frigg es una de las diosas mayores en la mitología nórdica, es la esposa de Odín y reina de los Æsir. Es la diosa del hogar, el matrimonio, el parto, la crianza, la familia, las artes domésticas, la profecía y la magia.
En las Eddas se la menciona como una de las diosas principales, junto a Freyja. Sus funciones primordiales en los relatos de la mitología nórdica la mencionan como esposa y madre. Tiene el poder de la profecía aunque nunca relata lo que sabe, y es la única que junto a Odín tiene permitido sentarse en el trono Hliðskjálf y observar sobre los nueve mundos.
Frigg también participa en la cacería salvaje, Asgardreid, junto a su esposo. Los hijos de Frigg son Baldr, Höðr y Hermóðr, mientras que sus hijastros son Heimdall, Týr, Vidar, Váli, Thor y Meili, estos dos últimos son mencionados en algunas ocasiones como sus hermanos, sus hijos o sus hijastros. Las sirvientas de Frigg son Sága, Fulla, Gná, Lofn, Hlín, Eir, Gefjun, Vör, Sjöfn, Vár, Njörun, Syn, Vjöfn y Snotra.

## Etimología
El nombre de la diosa en nórdico antiguo es Frigg (genitivo Friggjar), en sajón antiguo Fri, y en anglosajón Frig, siendo todas formas derivadas del protogermánico Frijō. Frigg es cognado con el sánscrito prīyā́ que significa "esposa". La raíz también aparece en la forma en sajón antiguo de fri que significa "dama amada", en sueco fría "proponer matrimonio" y en islandés como frjá que significa "amar".
Algunas traducciones al inglés han adaptado el nombre a Frigga. Se ha sugerido que Frau Holle del folclore germano es un remanente de Frigg. La conexión entre Frau Holle y Frigg puede ser trazada hasta Jacob Grimm. Sin embargo algunos catedráticos sugieren que la evidencia lingüística que las relaciona se debe a una traducción errónea desde el latín.

## Atributos
El asterismo ('Constelación') de Orión era conocido como la "rueca de Frigg" o el "huso de Frigg" Friggerock, aunque en ocasiones se le asignaba a Freyja y era llamado Frejerock. Algunos señalan que la constelación se encuentra en el Ecuador celeste y se ha sugerido que las estrellas rotando en el cielo de la noche pudieron ser asociadas con la rueca de Frigg.
En las Eddas, se menciona que Frigg es Fjörgyns mær, etimológicamente "doncella de Fjörgynn". El problema es que en nórdico antiguo mær significa tanto "hija" como "esposa", razón por la cual no es del todo claro si Fjörgynn es el padre de Frigg tal como se relata en Skáldskaparmál o es otro nombre para su esposo Odín tal como es interpretado en Lokasenna. El significado original de fjörgynn era "la tierra", cf. versión femenina de Fjörgyn, un epíteto para Jörð, "la tierra".
La residencia de Frigg en el Asgard es Fensalir, que significa "Salón del pantano". La diosa Sága, quien es descrita bebiendo con Odín de copas doradas en su salón Sökkvabekkr, de características idénticas a Frigg y se ha sugerido que se trata de otro nombre para la diosa.

## Relatos sobre Frigg

### Muerte de Baldr

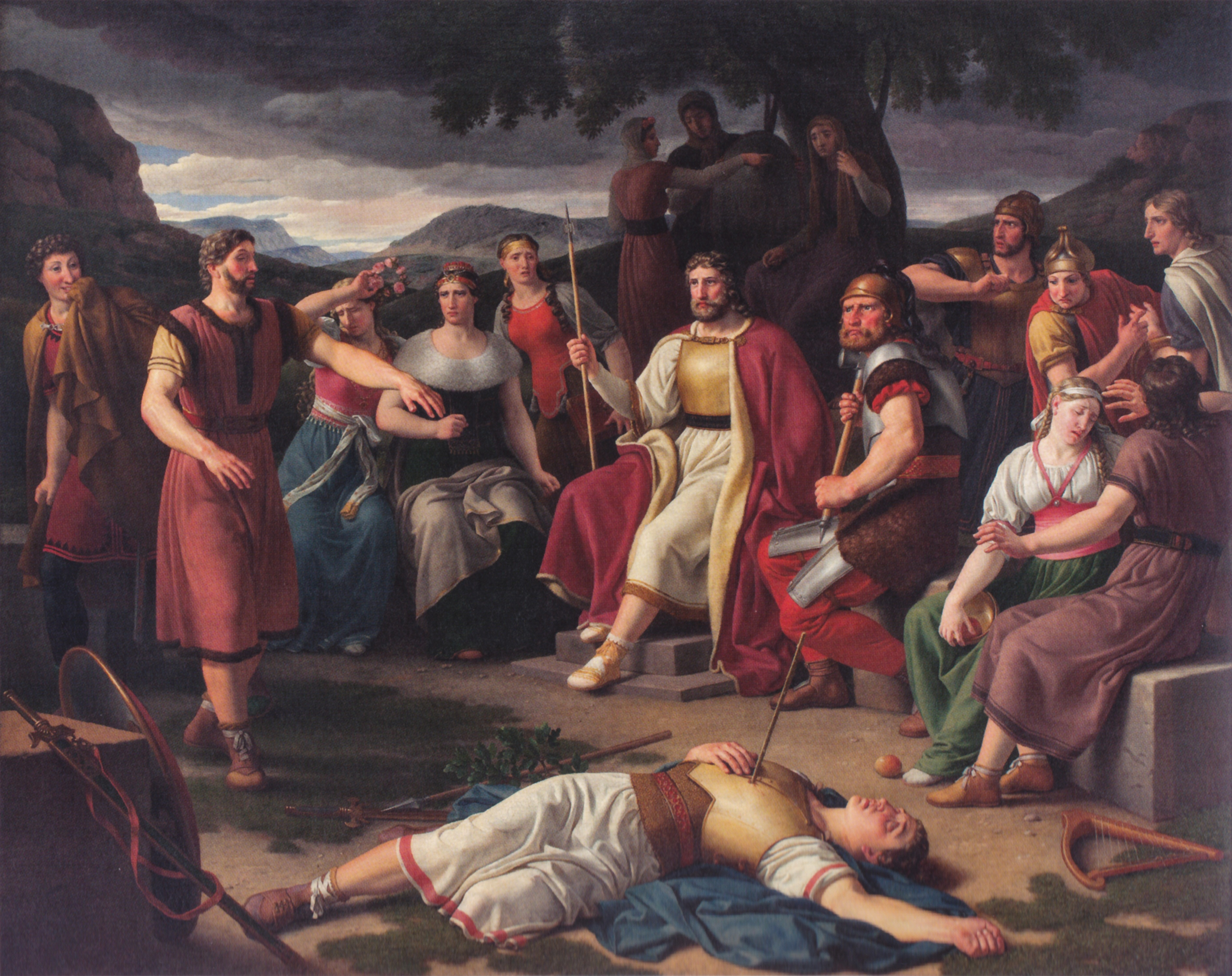
Muerte de Baldr, en una pintura de Christoffer Wilhelm Eckersberg.

La más famosa de las historias de Frigg la representa en su rol de madre, en el relato de la muerte de Baldr, su hijo, preservado en el poema Baldrs draumar de la Edda poética, y también en Gylfaginning en la Edda prosaica. Frigg no se preocupa demasiado por su otro hijo, el ciego Höðr, pero si por su hermano Baldr, y con una preocupación maternal intenta protegerlo luego de que él tuviera sueños proféticos sobre su propia muerte.
La diosa recorrió el mundo y le hizo prestar juramento a todas las cosas de que no le harían daño. Luego de ello, los dioses reunidos en el Thing se entretenían arrojándole cosas sabiendo que nada era capaz de herirlo. El gigante Loki quien sentía aversión por Baldr, intentó averiguar alguna debilidad suya engañando a Frigg. Se convirtió en una mujer y le preguntó a la diosa si había olvidado tomar juramento a alguna cosa. Frigg reveló que había considerado al muérdago muy joven como para hacerle jurar. Loki conociendo esto hizo un dardo de muérdago y lo colocó en las manos de Höðr quien no se había unido al juego de arrojarle cosas ya que era ciego. Loki se ofreció para guiarlo y así ayudó a arrojar a Höðr el dardo que dio muerte a Baldr.
Höðr luego es muerto en un enfrentamiento con Váli, y Odín envía a uno de sus hijos, Hermóðr, para negociar con Hel el regreso de Baldr desde el inframundo. Hel es hija de Loki y diosa de los muertos. Establece como condición para devolver al dios que todas las cosas de los nueve mundos lo lloren. Frigg y Odín instan a todas las cosas a derramar lágrimas por él, pero Loki bajo la forma de una vieja giganta se escondió en una cueva y no lloró y debido a eso Baldr nunca pudo regresar. Más tarde los dioses descubrirían el papel de Loki en la muerte de Baldr, y le castigarían lo que en algún momento conduce al fin del mundo.
Aunque Frigg debía saber que Baldr estaba condenado, tanto por los sueños proféticos de él como por la capacidad de predecir el futuro que ella tenía, aun así intenta alterar su destino. Aún luego de su muerte ella intentará infructuosamente rescatarlo del inframundo. Según algunas versiones de este relato, el muérdago se convirtió en sagrado para Frigg como resultado de su fracaso en darle a Frigg un juramento.

### Vili y Ve
La historia de Frigg y los hermanos de Odín, Vili y Ve, se ha preservado de forma muy breve en la Saga de los Ynglings. En esta historia se relata que en una ocasión Odín había emprendido un largo viaje y no había regresado en mucho tiempo, por lo que los Æsir pensaron que jamás regresaría. Entonces sus hermanos se dividieron sus posesiones pero no lograron acordar sobre Frigg y decidieron compartirla. Sin embargo enseguida apareció Odín y recuperó sus posesiones y su esposa.
Se hace una mención a esta historia en los insultos de Loki a los dioses en Lokasenna, en donde agravia a la diosa acusándola de infidelidad con los hermanos de Odín.
Catedráticos modernos tales como Lee Hollander explican que Lokasenna tenía la intención de ser un texto divertido y las acusaciones que hace Loki en el poema no necesariamente deben ser tomadas como parte de lo aceptado en el folclore de la época en que fue compuesto. Algunos de sus agravios son fáciles de realizar para Loki y difíciles de refutar para los dioses o tal vez no están interesados en ello.

### Historia gentis Langobardorum
El historiador longobardo Pablo el Diácono, en su obra Historia gentis Langobardorum describe como la esposa de Odín llamada Frea (Frigg/Freyja) le da a los longobardos su victoria en la guerra contra los vándalos. Es descrita como una esposa que sabe cómo salirse con la suya aun cuando su esposo piensa que él es quien está a cargo. Los vinnili y los vándalos eran dos tribus en guerra, Odín favorecía a los vándalos y Frea a los vinnili. Luego de una acalorada discusión, Odín prometió que le daría la victoria a la primera tribu que viera la aurora de la mañana al despertarse. Sabiendo Frigg que la cama de Odín se encontraba de tal forma que al levantarse vería primero a los vándalos, mientras su esposo dormía le dijo a las mujeres de los Lombardos que peinaran sus cabellos sobre sus caras de modo que parecieran hombres de largas barbas y giró la cama de modo que viera a las mujeres vinnili. Cuando Odín se despertó se sorprendió al ver a aquellos hombres de largas barbas y preguntó a su esposa que tribu era aquella y de ese modo obtuvieron el nuevo nombre de longobardos. Odín mantuvo su promesa y les otorgó la victoria a los vinnili, ahora conocidos como los lombardos.

### Gesta Danorum
Saxo Grammaticus escribió en su Gesta Danorum otro relato sobre Frigg y su disputa con Odín por una estatua de oro y una infidelidad de parte de ella. Sin embargo, la obra de Saxo es extremadamente evemerista y su visión de las deidades paganas es muy tergiversada, siendo la gran mayoría de sus relatos inexistentes en las tradiciones populares.

## Similitudes entre Frigg y Freyja
Frigg es la diosa mayor de los Æsir, mientras que Freyja lo es para los Vanir. Se ha debatido la idea de la posibilidad de que tanto Frigg como Freyja sean realmente la misma diosa, avatares una de la otra.
Algunos argumentos están basados en análisis lingüísticos, otros en el hecho de que Freyja era desconocida en el sur de Alemania y en algunas partes ambas diosas eran consideradas las mismas, mientras que en otras zonas eran consideradas deidades diferentes. Existen muchas similitudes entre ambas, las dos poseen capas de plumas de halcón y pueden transformarse en aves, Frigg estaba casada con Odín, mientras que Freyja lo estaba con Óðr, ambas tenían collares mágicos, a una personificación de la tierra como padres, y ambas eran invocadas en los matrimonios y los partos.
También existe el argumento de que Frigg y Freyja son parte de una tríada de diosas, junto a una tercera diosa como Hnoss o Iðunn, asociada con las diferentes edades de una mujer, Freyja como doncella, Frigg como madre y una tercera como mujer anciana.
Las áreas de influencia de Frigg y Freyja no encajan del todo con lo que se ha observado en otras tríadas de diosas, lo que puede indicar que nunca hubo tal tríada o que se trata de una peculiaridad de la cultura del norte de Europea comparada con los pueblos celtas y otros más meridionales.
Finalmente, está el argumento de que Frigg y Freyja son diosas similares de diferentes panteones que fueron primero combinadas en una sola deidad y luego en un período tardío nuevamente separadas. Esto es consistente con el tratamiento teológico que se daba a algunas deidades griegas, romanas y egipcias a finales del período clásico.

## Epónimos

### Plantas

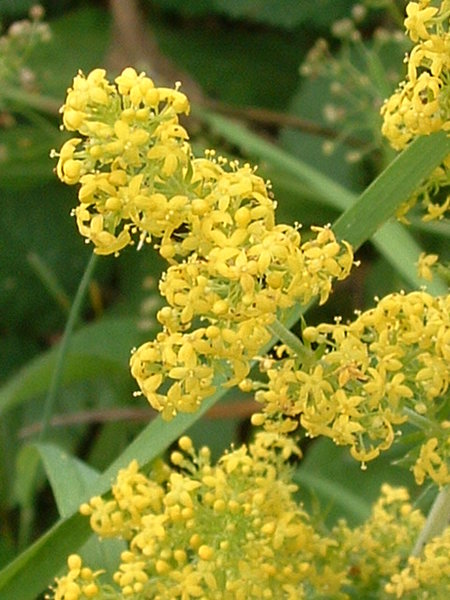
Hierba de Frigg.

Frigg era invocada para asistir en los partos y en ellos los escandinavos utilizaban como sedante la planta Galium verum, que era llamado "Hierba de Frigg".

### Topónimos
No es muy común encontrar en la toponimia referencias a Frigg, sin embargo en Västergötland, Suecia, hay una zona llamada Friggeråker.
Una carta inglesa del año 936 menciona el nombre de "Frigedun", que significa "Valle de Frigg". Friden, en Derbyshire, Inglaterra, lleva su nombre en honor a la diosa.